# 短狼牙脂鯉
短狼牙脂鯉（学名：Acestrorhynchus abbreviatus）為輻鰭魚綱脂鯉目脂鯉亞目狼牙脂鯉科的其中一個種，分布於南美洲亞馬遜河上游及馬德拉河流域，體長可達22公分，棲息在河川底中層水域，生活習性不明。